# ولیکو پلج (ابرنوک)
ولیکو پلج (ابرنوک) (به لاتین: Veliko Polje (Obrenovac)}} یک زیستگاه انسانی در صربستان است که در اوبرنوواس واقع شده‌است.